# Type 31 SNCB
Le Type 37 des Chemins de fer de l'État belge, futurs types 30 et 31 à la Société nationale des chemins de fer belges est une série de locomotives à vapeur pour trains de voyageurs et de marchandises de disposition Consolidation (disposition d'essieux 140). Commandées en 1920 à la firme britannique Armstrong Whitworth et livrées en 1921-1922, ces 200 locomotives constituent une version simplifiée du type 33 de système compound. Reclassifiées dans le type 31 après la création de la SNCB, elles sont retirées de la circulation dans les années 1930 en raison de défauts de construction.
162 exemplaires sont transformés à partir de 1936 et radiés en 1954-1960 tandis que les locomotives non-transformées, réactivées durant la guerre, sont classées dans le type 30 et retirées au plus tard en 1950.

## Histoire

### Genèse
En 1914, pour remplacer les locomotives des types 32 et 32S affectées à la traction des trains de marchandises sur les lignes faciles et supplanter les locomotives de forte puissance du type 36 sur les lignes à fortes rampes, les Chemins de fer de l'État belge passent commande de nouvelles locomotives de disposition consolidation qui combinent une chaudière à surchauffeur avec un arrangement compound censé fournir une puissance et une économie d'énergie optimale. L'occupation de la Belgique pendant la Première Guerre mondiale interrompt leur construction et c'est seulement en 1922-1923 que huit locomotives du type 33 sont livrées par les Ateliers métallurgiques de Tubize. Ne donnant pas satisfaction, elles ne seront pas reproduites en grande série.
Entretemps, les ingénieurs des chemins de fer réfugiés à l'étranger élaborent pour le gouvernement belge en exil les spécifications des nouvelles locomotives à mettre au point une fois la paix revenue. La disposition consolidation apparaissant comme prometteuse, il est décidé d'en commander 350 aux constructeurs britanniques et américains et de reporter à des jours plus prometteurs la commande de locomotives neuves à l'industrie belge.
Le 13 décembre 1919, l'American Sales Corporation reçoit une commande de 150 locomotives au prix de 406 272 francs (55 250 $). Adaptant les spécifications aux caractéristiques des modèles qu'ils ont déjà produits pour les États-Unis et la France, l'American Locomotive Company (ALCO) et Baldwin Locomotive Works se partagent la construction réalisée dans des délais très courts : les plans sont réceptionnés le 24 décembre et la première locomotive sort des chaînes de montage le 1er mars 1920. Envoyées en kits de pièces détachées au port d'Anvers, les 150 exemplaires entrent en service entre juillet et décembre.

### Commande

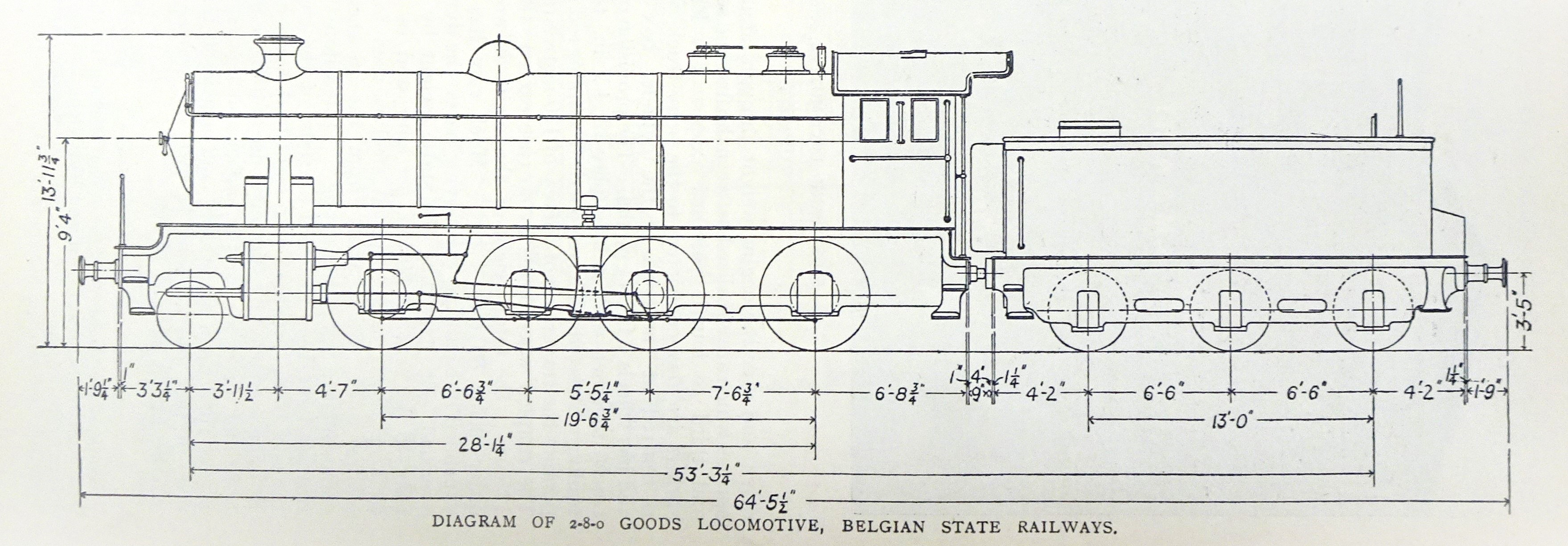
Schéma technique (état d'origine).

Pendant ce temps, le bureau d'étude des Chemins de fer de l’État belge dresse les plans d'une autre série de 200 locomotives tandis que le constructeur retenu est Armstrong Whitworth de Newcastle upon Tyne est choisi comme constructeur. Ce fabricant de canons et machines en acier s'était lancé avec succès dans le domaine des automobiles puis des avions et convertit en 1919 son usine d'armement de Scotswood pour se lancer dans la construction ferroviaire. L'usine a déjà reçu plusieurs commandes pour 190 locomotives (dont les deux-tiers pour l'exportation, les sociétés de chemin de fer britanniques préférant construire leur matériel dans leurs propres ateliers) lorsque la commande des 200 locomotives pour l’État belge est passée le 9 février 1920.

### Mise au point
Ayant reçu pour consigne de construire une locomotive simplifiée par rapport aux modèles dessinés avant guerre qui utilisent fréquemment quatre cylindres, les ingénieurs de l’État belge dérivent les plans du type 33 (dont 8 exemplaires ont été commandés à la société de Tubize en 1919) en remplaçant la disposition compound par un système à simple expansion avec deux cylindres seulement. Un maximum d'éléments de la locomotive type 33 dont le châssis, la taille des roues, le dessin de l'abri, du tender et de la chaudière sont soit conservés tels quels soit adaptés au nouvel arrangement.
Le diamètre des cylindres (610 x 711 mm) est identique à celui des type 38 américaines tout comme les roues motrices de 1520 mm, un diamètre qui est également celle du type 33. Par rapport à ces dernières, le type de surchauffeur est différent : 175 emploient un surchauffeur American Superheater Co. (qui sera également utilisé sur les type 36 fabriquées après-guerre et sur une partie des type 8bis) et les 25 restantes reçoivent un surchauffeur Robinson (en) (du nom de l'ingénieur en chef du Great Central Railway (en) britannique qui avait notamment mis au point les consolidation de la série 8K dont la construction a été poursuivie par le ROD et dont plus de 300 avaient servi auprès des troupes britanniques en France et en Belgique). Les dimensions du foyer sont également légèrement revues et la décision est prise de réduire à 14 atm la pression de la chaudière (comme sur le type 38) pour réduire les dépenses d'entretien. La distribution est de type Walschaerts ; en dépit de leur apparence dépouillée, leur aspect faussement britannique est celui du type 33 belge. La livraison (en Belgique) de ces locomotives s'échelonne entre mai 1921 et janvier 1923.
Le tender correspond au type 18 avec une contenance en eau de 24 m3 mis au point avant-guerre pour les machines des types 10 et 36 et commandé après-guerre pour les types 33 et 38.

### Carrière et services effectués
À leur arrivée en 1921, le besoin urgent en locomotives causé par les destructions de la guerre commence déjà à se résorber grâce à la livraison de locomotives américaines et à la venue des locomotives allemandes cédées à la suite des conventions d'Armistice.
Leurs premiers dépôts sont ceux de Schaerbeek, Louvain, Landen, Ans, Liège, Renory, Herbesthal (ce qui dénote une forte utilisation de ces locomotives sur les lignes 36 et 37) ainsi que Hasselt, Gand, Dendermonde, Courtrai, Lodelinsart et un petit contingent à Walcourt. Un parcours d'essais en tête d'un train de plus de 1 000 t sur la difficile rampe de Nossegem, entre Schaerbeek et Louvain, donne des résultats satisfaisants pour des locomotives utilisées en service marchandises ou pour la traction de trains de voyageurs à arrêts fréquents.
L'arrivée de ces locomotives et des derniers modèles prussiens pour marchandises est vraisemblablement ce qui rend possible le retrait en 1924 des locomotives du type 39 (Pershing) du ROD qui ne donnaient pas satisfaction en raison de leur voracité en charbon (il s'agit d'une version sans surchauffeur) et de leur instabilité dû à leur grand porte-à-faux.
Les toutes nouvelles type 37 vont cependant faire preuve de nombreux défauts qui leur interdissent de circuler en trafic passagers contrairement aux autres consolidation des types 33 et 38. Les pistons à tiges, crosses et glissières de la distribution sont surdimensionnés et leur lourde masse non suspendue provoque de violentes secousses qui finissent par imposer une réduction de la vitesse maximale à 50 km/h au lieu de 70, fatiguent la voie, nécessitent de raviver le feu plus fréquemment et sont la cause d'avaries de pièces et mêmes de dislocation du châssis de la locomotive et du tender. Leurs injecteurs, calibrés pour des chaudières à la pression de 16 atm sont la cause de pertes de pression lors de leur utilisation et la chaudière peine à produire assez de vapeur pour les grands cylindres lors d'efforts soutenus[réf. nécessaire]. On découvre en outre que le bissel a été mal construit et que son débattement peut soudainement être entravé causant dans le pire des cas des ruptures dans les courbes.
La baisse du trafic consécutive à la crise économique des années 1930 pousse à mettre en parc (garer) les locomotives inutilisées, dont un nombre croissant de type 37 ayant besoin de réparations — la série est devenue le type 31 en 1931 troquant à cette occasion leurs numéros d'origine 5001 à 5200 contre les matricules 3100 à 3299. À la recherche de plus grande capacité en eau et en charbon pour leurs locomotives à voyageurs, les chemins de fer belges choisissent de leur attribuer des tenders de locomotives du type 31 garées sans utilisation. En mars 1936, il ne reste qu'une dizaine de locomotives en service sur un total de 200.
A contrario, les locomotives du type 38 répondant au même cahier des charges donnent de très bons résultats en service marchandises et aussi pour celui des trains de voyageurs omnibus ou semi-directs.

### Transformation
Constatant la liste de déficiences des locomotives en état d'origine, la direction de la SNCB a fait rechercher par ses ingénieurs une série d'améliorations à apporter à ce matériel encore fort récent.
Le processus consiste à remplacer les bielles, crosses de piston et centres de roues par des pièces moins lourdes, rendant l'équilibre des masses supérieur à celui du type 38 et identique à celui des nouvelles consolidation du type 35. Le châssis est renforcé par une nouvelle entretoise à la hauteur des cylindres, le modérateur et les tuyaux de livrance sont remplacés et le timbre de la chaudière monte à 16 atm. Comme sur le type 7 transformé, la répartition des tubes de la chaudière est modifiée pour atteindre une température supérieure. En outre, le bissel poussé est remplacé par un bissel tracté similaire à celui du type 38 et le diamètre des cylindres est réduit. Le coût d'une telle transformation (150 000 Fr) est réduit 40% par le fait que les foyers et nombre de pièces des chaudières doivent de toute façon être remplacés.
Convaincue par ce programme, la direction désire toutefois mettre à l'essai une transformation moins importante, économisant 5 000 Fr, où le bissel d'origine est conservé, mais amélioré, les cylindres conservés mais dotés de distributeurs agrandis et garnis d'un fourreau . La 3198 est sélectionnée pour une transformation complète et la 3115 pour une transformation moins poussée.
Sortant en juillet des ateliers de Malines, la 3115 se montre capable de tracter un train de 500 t entre Bruxelles-Nord et Ans en gagnant 28 min sur le temps de parcours prévu, tractant cette rame de 15 voitures à bogies à 70 km/h en rampe de 4 ‰ et atteignant en de nombreux points la vitesse de 90 km/h au retour sans donner de signes de faiblesse ni de mouvements perturbateurs. Un second parcours donnant des résultats encore meilleurs est entrepris après le réglage du nouveau système d'échappement. La 3198 essayée en septembre après sa transformation donne des performances similaires mais le net progrès des locomotives moins lourdement transformés font qu'une seule locomotive, la 3231, est mise au niveau de la 3198. Il n'y a ni changement de numérotation ni de type étant donné que toutes les type 31 en état d'origine ne sont plus en service actif.
L'atelier de Malines entame en 1936 la transformation de davantage de locomotives sur le modèle de la 3115 et leur affectation est désormais le service des trains de voyageurs directs, semi-directs et des trains de marchandises rapides, déplaçant celles du type 38 vers des services moins glorieux. 94 ont été transformées avant la fin de 1938 et deux autres pour 1941.

### Type 30
L'occupation du pays par les Allemands met un frein à la poursuite des transformations mais la réquisition de la quasi-totalité des locomotives Armistice qui sont envoyées en Allemagne ou dans les pays de l'Est crée un besoin urgent de locomotives. Le matériel mis en parc avant guerre est réactivé ce qui nécessite un passage en grande révision pour les type 31 non-transformées lesquelles sont désignées type 30 et fréquemment dotées de tenders type 17, leurs tenders d'origine étant allouées à d'autres séries. Ces locomotives sont numérotées 9001 à 9091 mais une partie est prestement transformée en type 31, parfois directement au cours de leur révision.

### Fin de carrière
La transformation des type 30 en 31 se poursuit à la libération et en 1946, les locomotives adoptent une numérotation à 5 chiffres. La série des 31.001 à 199 connaîtra néanmoins des lacunes car toutes les représentantes du type 30 ne seront pas converties.
L'arrivée à partir de 1945 des 300 locomotives du type 29, fournies par les Américains et les Canadiens, entraîne de nombreux remaniements dans le parc moteur de la SNCB. Les 162 locomotives type 31 transformées fournissent des performances appréciables et sont conservées en service, reléguées au fil du temps sur des services plus secondaires où elles remplacent des locomotives moins puissantes et plus anciennes. Les 38 type 30 restantes sont rapidement arrêtées après la libération, les dépôts de Landen, Saint-Ghislain et Stockem en utilisent sur quelques services locaux au plus tard jusqu'au début de 1947 et toutes disparaissent des inventaires en 1950.
Au début de l'année 1947, cinq locomotives type 31 sont modifiées pour brûler du fioul au lieu du charbon. Envisagée comme une alternative à l’achat de locomotives diesel, l'expérience ne donne pas lieu à un accroissement notable des performances et les frais de fonctionnement de ces locomotives (dépenses d'entretien, augmentation du prix du fioul, dégâts aux chaudières) motivent leur reconversion au charbon en 1948. Les tenders qui avaient été transformés ne sont pas remis au type mais remplacés par d'autres.
L'électrification des lignes principales du réseau belge, qui reprend en 1949 et prend de l'ampleur en 1954 alors qu'entrent en service les premières locomotives diesel de ligne, rend ces locomotives surnuméraires ; après avoir entamé la mise à la retraite du type 38, ce sont les services encore assurés en traction vapeur sont progressivement repris par des type 29 et 64. Regroupées dans les Flandres et affectées de moins en moins souvent aux trains semi-directs rapides, elles sont retirées du service dans la seconde moitié des années 1950 et radiées entre 1954 et 1960.
Aucune des locomotives de cette série n'a été préservée.
Le Discovery Museum à Newcastle upon Tyne possède un modèle réduit de la type 37 n°5001 en livrée d'origine.